# Sherman Island
Sherman Island – wyspa w cieśninie Peacock Sound między Wyspą Thurstona a Wybrzeżem Eightsa w Antarktydzie Zachodniej.

## Nazwa
Nazwa wyspy upamiętnia admirała United States Navy Forresta Shermana (1896–1951), sprawującego funkcję Chief of Naval Operations w latach 1949–1951 .

## Geografia
Wyspa leży w środkowej części cieśniny Peacock Sound między Wyspą Thurstona a Wybrzeżem Eightsa w Antarktydzie Zachodniej . Pokryta lodem wystaje ponad powierzchnię Lodowca Szelfowego Abbota, który wypełnia cieśninę . Wyspa ma ok. 51 km długości i 16 km szerokości , a jej powierzchnia wynosi ok. 1158,6 km² . Długość jej linii brzegowej to ok. 153 km . Najwyższe wzniesienie na wyspie ma 186 m n.p.m. 

## Historia
Wyspa została zmapowana na podstawie zdjęć wykonanych z powietrza w grudniu 1946 roku w ramach Operacji Highjump w latach 1946–1947 . 
W 2020 roku British Antarctic Survey przeprowadziła odwierty na wyspie celem zbadania próbek lodu dla badań nad ewolucją lodowca . 